# الحق في الملبس

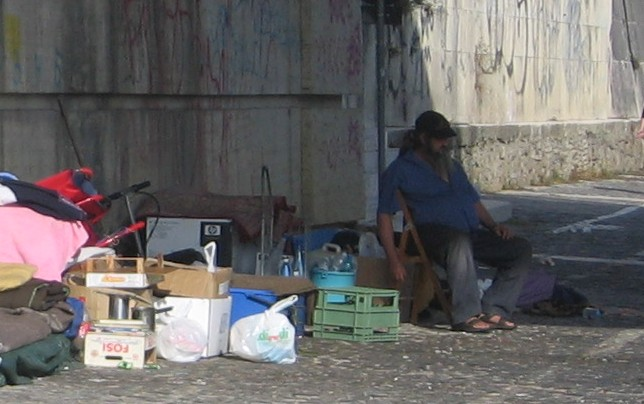

يعتبر الحق في الملبس اللائق أو الحق في الملبس حقًا أساسيًا من حقوق الإنسان في مختلف المعاهدات والمواثيق الدولية إلى جانب الحق في الغذاء والحق في المسكن، وهي أجزاء تقع ضمن الحق في مستوى معيشي لائق كما تحدده المادة 11 في الميثاق العالمي الخاص بالحقوق الاقتصادية والاجتماعية والثقافية. من هنا يأتي الاعتراف بالحق في الملبس بموجب المادة 25 من الإعلان العالمي لحقوق الإنسان.

## المستفيدون
يشكل الحق في الملبس أحد جوانب الحق بمستوى معيشي لائق لذلك يجب ضمانه لتجنيب الناس العيش تحت خط الفقر. إذا لم يكن ملبسك لائقًا، فهذا دليل على أنك تعيش فقرًا حادًا.
لتوضيح أهمية الحق بالملبس، قدم الدكتور ستيفن جيمس قائمة غير شاملة للمستفيدين من الحق في الحد الأدنى من الملبس، أدرج فيها قطاعات المجتمع الأكثر حرمانًا من هذا الحق وهي:
- الفقراء، بمن فيهم العاطلون عن العمل والفقراء من العمال أو أولئك الذين لا يحصلون على عمل كافٍ.
- المتقاعدون وغيرهم من المعتمدين على الضمان الاجتماعي.
- المشردون وغيرهم ممن لا يحظون بمسكن لائق.
- أولئك القاطنون في مساكن طارئة ومؤقتة (المهجرون واللاجئون).
- كبار السن، سواء عاشوا في مساكن خاصة أو مستأجرة، أو في دور رعاية المسنين الحكومية أو التجارية أو الخيرية أو في المستشفيات.
- الأشخاص الذين يعانون من أمراض عقلية أو من إعاقات عقلية أو جسدية.
- الأطفال والمراهقون، خاصة الأيتام والأحداث في دور الحضانة أو مؤسسات الدولة أو مراكز الاحتجاز (سجون الأحداث).
- المرضى والمصابون في المستشفيات (أو مراكز إعادة التأهيل) بما في ذلك أولئك الذين يعالَجون من إدمان الكحول أو المخدرات.
- السجناء
- العاملون في مهن خطيرة أو أولئك العاملين في ظروف قمعية أو الذين تعتمد حياتهم أو صحتهم على ملابس تقيهم المخاطر التي يواجهونها في العمل، وهذا يشمل عمالة الأطفال.
- السكان الأصليون الذين يعيشون الفقر والحرمان.
- اللاجئون وطالبو اللجوء والعمال غير القانونيين.
- ضحايا الكوارث الطبيعية والحروب والمجازر.

## الاعتراف
أدى غياب النقاش حول الحق في الملبس إلى ضبابية تحيط بحدود هذا الحق وبالحدّ الأدنى المطلوب من الملابس. يشير ماثيو كرافن إلى ضرورة توفير الحد الأدنى من الملابس لأن الموضوع مصيري. تعكس تقارير لجنة الأمم المتحدة لحقوق الطفل والتقارير الدولية أهمية تحقيق هذا الشرط المتمثل في «الحد الأدنى» أو «الحد الكافي» لكن لم يحدد أي منها ماهية هذا الحد، كما لم يقيّم أي تقرير أممي من قَبل أداء أي دولة في هذا المجال أو يشر إلى تقصيرها. 
كان التعقيب الأكاديمي على موضوع الحق في الملبس محدودًا عندما يتعلّق الأمر باللاجئين، فقال جيمس هاثواي يجب أن يحصل اللاجئون على ملابس تناسب طبيعة المنطقة التي يعيشون فيها ومناخها كما يجب أن تكفيهم تلك الملابس للقيام بأي عمل قد يرغبون في القيام به. علاوة على ذلك، لا ينبغي إجبارهم على ارتداء أي نوع من الملابس التي يمكن أن تسبب التمييز والمعايرة بحقًهم. من ناحية أخرى، إذا اختار اللاجئون ارتداء ملابس تمثل ثقافتهم أو بلدهم الأصلي أو مجتمعهم، فإن المادة 27 من الميثاق الدولي الخاص بالحقوق المدنية والسياسية تحميهم. 
جرى الاعتراف بالحق في الملبس على نطاق محلّي من ألف سنة، لكنه لم يحظ باعتراف دولي كافٍ، أما سبب غياب هكذا اعتراف فلم يتوضَح بعد. اقترح أحد المؤلفين أن عدم الاستفاضة في شرح هذا الحق سببه اختلاف الاحتياجات من ثقافة لأخرى، لكن الدكتور جيمس رفض هذا التبرير واصفًا إياه بـ «غير المعقول»، فالاختلافات الثقافية لا يمكن حصر ارتباطها بالحق في الملبس فقط، بل تتعداه لتشمل الحق في المسكن والطبابة، لكن هذا الأمر لم يمنع الهيئات والمنظمات الدولية من تفصيل تلك الحقوق وتوضيح جوانبها. 

## تفاعل الحق في الملبس مع حقوق الإنسان الأخرى
بما أن الحق في الملبس يمثّل جانبًا أساسيًا من الإنسانية، فمن الطبيعي أن يتفاعل مع حقوق الإنسان الأخرى الواردة في معاهدات وإعلانات حقوق الإنسان.

### الحق في الحياة
لكل شخص الحق في الحياة. هذا ما تؤكده المادة 3 من الإعلان العالمي لحقوق الإنسان. هنا تأتي أهمية الحق في الملبس اللائق، فإذا لم يرتدِ الناس ملابس تتناسب ومحيطهم أو ظروفهم بالحدّ الأدنى، سيصبحون أكثر عرضة للمخاطر. بدون ملابس سميكة، قد تنخفض حرارة الجسم في الشتاء البارد ما يمكن أن يؤدي إلى وفاة الشخص، ومن ناحية أخرى يمكن للملابس السميكة أن تزيد من خطر الإصابة بالتجفاف وضربات الشمس خلال الصيف الحار في المناطق المدارية. إذا لم تتناسب الملابس مع الظروف المحيطة بكل شخص، سيتعرّض هذا الشخص لمشاكل تصيب صحّته كما يمكن أن تتفاقم المشاكل الصحية التي يعاني منها من الأساس.
إضافة إلى ذلك، يمكن أن يشكّل عدم القدرة على الحصول على الملابس المناسبة عائقًا أمام الرعاية الطبية خاصة إذا كانت تلك الملابس ضرورية للعلاج من الحالات الطبية أو تدخل ضمن برنامج علاجها كالأحذية الطبية وأحذية تقويم العظام.

### الحق فيحرية التعبير
إن ارتداء الملابس أو بشكل أدق اختيار الملابس التي يجب ارتداؤها يعتبر بالنسبة للكثيرين  جزءًا مهمًا من التعبير كما تؤكده المادة 19 من الإعلان العالمي لحقوق الإنسان. قد يرتدي الأشخاص ذوو الإعاقات الخطيرة ملابس غير لائقة تحرمهم الحق بالتعبير عن أنفسهم بالشكل الذي يريدون، كما يمكن أن يؤدي إجبار المرء على ارتداء ملابس متسخة وممزقة وغير لائقة وحتى عفا عليها الزمن إلى تعرّضه للسخرية وإلحاق الأذى النفسي والجسدي به خاصة عندما يتعلّق الأمر بالأطفال وتلاميذ المدارس الذين يتعرّضون للسخرية والتنمّر بسبب ما يلبسون. يجب التمييز هنا بين المجبَرين على ارتداء ملابس غير لائقة وأولئك الذين قرروا طوعًا ارتداءها كنوع من الموضة.

### الحق فيالتحرر من التمييز
يمكن أن تكشف الملابس التي يختار المرء ارتداءها الكثير عنه: من الانتماء الديني إلى الهوية القومية أو الثقافية أو حتى العرق وهي بذلك يمكن أن تؤدي لشتى أنواع التمييز ضد هؤلاء الأشخاص.

### الحق في الحرية من التعذيب والعقاب الشديد والمهين
يواجه الأطفال والمسنون والمعوقون والنساء احتمالات أكبر من غيرهم للتعرض للإهانات ومختلف الإساءات الجسدية في البيئات الطبية والمؤسساتية، ويمكن أن يزيد حرمان هؤلاء من الحصول على ملابس لائقة ومناسبة من تعرّضهم للمعاملة القاسية أو اللا إنسانية أو المهينة بحسب تعريف المادة 5 من الإعلان العالمي لحقوق الإنسان. يشمل هذا الحرمان تجريد الملابس بالقوة خاصة في السجون ومراكز الاحتجاز. مثال على ذلك ما حصل في سجن أبو غريب أو معتقل غوانتنامو حيث عُذّب السجناء وجُرّدوا من ملابسهم وأُجبر بعضهم على ارتداء ملابس داخلية نسائية، فكانوا محطّ سخرية من حراس السجن والسجناء الآخرين.